# シークワーズ

シークワーズの例
右にある言葉を左の盤面から探す（例として WORDSEARCH は見つけてある）

シークワーズとは、文字がちりばめられた盤面から、指定された言葉を探し出すパズルである。
言葉を使用するパズルであるが、単語についての知識は不要である。

## ルール
- 盤面から指定された言葉を探す。
- 言葉は上下左右斜めの八方向に一直線に並んでなければならない。
- 盤面内の文字は複数の言葉によって共有される場合がある。
  - 固有名詞や短文（ことわざ・俳句など）のように文字列が長い場合には、一つの単語で同じ場所の文字を二度以上使うことがないように折れ曲がる場合もあるが、その場合は問題で指示される。

## 例題
例1：一覧がある物
リストにある楽器の名前を盤面から探す。
```
ロエチンン
フホガリリ
ガルバユオ
オンーーイ
タイコトバ
```

| - オルガン - コト - コンガ - タイコ - タンバリン - チエロ | - バイオリン - フエ - フルート - ホルン - リユート |

雑誌の懸賞問題としては
- リストの中で拾えない単語を探す。
- 盤面に残った文字で単語を作る。

などの出題形式がある。
例2：一つの言葉を探す物
以下の盤面から「ウィキ」を探す（「ウイキ」は不可）。
| イ | ウ | ウ | ≠  | ウ |
| ウ | キ | ィ | キ | キ |
| イ | ウ | ィ | イ | ィ |
| ≠  | ワ | イ | ウ | キ |
| イ | キ | キ | ィ | ワ |

この例では1箇所にしか隠れていないが、複数個隠してその数を答えさせる形式もある。

## プレイスワーズ
関連するパズルとして、マスがすべて空白の状態になっている盤面に、リストにある単語を1文字ずつ一直線に組み入れる(すべての単語に入れる方向が指定されている)プレイスワーズというパズルがある。
盤面にあらかじめ特定の文字が入っている場合もあり、その際は、その文字を消したり、新たに同じ文字を別の空白マスに書き加えることはできない。

### 例題
| \| イ \| \| イ \| イ \| イ \| \| \| \| \| \| \| \| \| \| \| \| \| \| \| イ \| \| \| イ \| \| \| \| \| \| \| \| \| \| \| \| \| \| \| \| イ \| \| \| | - ↙ゾウ - ↑テン - ↓リス - →イタチ - ↗イルカ - →オカピ - →キリン | - ↘アイアイ - ↑イノシシ - ↖オオカミ - ↑トナカイ - ↓ライオン - ←オツトセイ - ←スイギユウ - ↓ヤマアラシ |    |    |    |
| イ |                                                                 | イ | イ | イ |    |
| |                                                                 | |    |    |    |
| |                                                                 | |    |    | イ |
| | イ                                                              | |    |    |    |
| |                                                                 | |    |    |    |
| |                                                                 | | イ |    |    |